# Ингулец (приток Летней)
Ингулец — река в России, протекает по территории Куземского сельского поселения Кемского района Республики Карелии. Длина реки — 21 км.
Река берёт начало из Чертова болота на высоте 53 м над уровнем моря и далее течёт преимущественно в юго-восточном направлении по заболоченной местности.
Река в общей сложности имеет 11 малых притоков суммарной длиной 25 км.
Впадает на высоте ниже 4,3 м над уровнем моря в реку Летнюю, впадающую в Белое море.
Населённые пункты на реке отсутствуют.
Код объекта в государственном водном реестре — 02020000712102000002643.